# Roberto Pezzetta
Roberto Pezzetta (Treviso, 1946) è un designer italiano.

## Biografia
Inizia la sua carriera come product design nel 1969 con la società Zoppas. Nel 1976   diventa responsabile del design in Nordica per un anno quando poi si occupa di elettrodomestici per l'azienda Zanussi, diventando nel 1982 responsabile dell'Ufficio Disegno Industriale. La collaborazione con questa azienda continua anche negli anni successivi fino al gennaio 2002 quando assume il ruolo di Creative Design Director del Gruppo Electrolux con il titolo di Vice President Design per la stessa azienda fino al 2005 quando lascia l'azienda per aver raggiunto i limiti d'età.
Attualmente è libero professionista e consulente per il disegno industriale a Pordenone, dove vive.

### Principali opere e riconoscimenti
L'opera di Pezzetta ha portato significativi contributi al design italiano dei grandi elettrodomestici, introducendo con «semplicità, eleganza e ironia» «forme e colori del tutto innovativi nel design degli elettrodomestici», con il fine di ripensare il rapporto fra utente e macchina.
Nel 1986 ha progettato la prima lavastoviglie a scomparsa e l'anno seguente i frigoriferi della Wizard Collection entrambi segnalati in due edizioni del Premio Compasso d'oro. I frigoriferi della Wizard Collection si allontanano da una visione dell'elettrodomestico come oggetto puramente tecnico-funzionale, per divenire anche oggetti d'arredamento, fortemente caratterizzati da forme di ispirazione post-moderna. Un tentativo di «ripensare l'oggetto elettrodomestico come pet, come
animale domestico» è invece alla base di una serie di elettrodomestici prototipi: Zoe (lavabiancheria ideata nel 1992), Teo (cucina) e Oz (frigorifero), ideato nel 1994 e commercializzato a partire dal 1998.
I progetti di Pezzetta sono stati pubblicati in alcune tra le principali riviste di design e in libri editi in Italia ed all'estero; sono stati inoltre presentati in numerose mostre in Europa, Stati Uniti e Giappone, alla Biennale di Lubiana in Slovenia, al Design Museum di Londra, al Salone Internazionale del Mobile nel 2008, alla Triennale di Milano nel 2009 e in varie edizioni della Fiera di Verona nella sezione "Abitare il tempo". Nel 2003 la sua opera è stata inoltre oggetto della mostra antologica La Fabbrica e i Sogni, cui è seguita la pubblicazione di un catalogo monografico.
Nella sua carriera ha inoltre ricevuto numerosi riconoscimenti. Ha vinto il Premio Compasso d'oro - premio assegnato dall'Associazione Disegno Industriale - nel 1981 insieme alla Zanussi "per l'Immagine Aziendale e tutta la produzione" e alcuni suoi prodotti sono stati segnalati allo stesso premio nel 1987, 1989, 1991, 1998, 2001, 2004 e 2008. Ha vinto il Red Dot Design Award, il IF product design award entrambi nel 2005 e dodici Good Design Award (nelle edizioni del 1999, 2000, 2001, 2002, 2003, 2004 e 2009) Nel 2016 gli viene attribuito il "Premio Compasso d'Oro alla Carriera".

## Riconoscimenti
- Premio Compasso d'Oro con l'Industrial Design Zanussi nel 1981.
- Premio Compasso d'Oro alla Carriera nel 2016.
- Segnalazioni al Premio Compasso d'Oro nel 1987, 1989, 1991 e 2008 (complessivamente sei prodotti).
- Segnalazioni d'Onore al Premio Compasso d'Oro nel 1998, 2001 e 2004.
- Medaglia d'Oro alle Biennali del Design di Lubiana BIO12 (1988) e BIO19 (2004).
- SAMI du Design (Salone delle Arti Domestiche di Parigi) nel 1990.
- Premio Goed Industrieel Ontwerp (Paesi Bassi) nel 1987, 1991, 1999 e 2001.
- Premio Design Prestige a Brno nel 1997.
- Premio De Diseño MCMXCVIII.  XVI Fiera Internazionale di L'Avana (Cuba) nel 1998.
- Good Design Award attribuito dal Chicago Athenaeum (dodici progetti tra il 1999 e il 2009).
- KBD Award (Regno Unito) nel 2003.
- IF Product Design Award nel 2005.
- Red Dot Design Award nel 2005.